# Система Хорнбостеля — Закса
Система Хорнбостеля — Закса — систематическая классификация музыкальных инструментов, разработанная австрийским музыковедом Эрихом Морицем фон Хорнбостелем совместно с немецким музыковедом Куртом Заксом. Впервые опубликована в 1914 году в журнале «Zeitschrift für Ethnologie». Система принята за основу инструментоведения многих европейских стран, США, России.
В основу системы Хорнбостеля — Закса положен метод классификации, разработанный французским инструментальным мастером Виктором-Шарлем Маийоном (фр.) впервые ещё в 1866 году.
Хорнбостель и Закс классифицировали музыкальные инструменты по основному критерию: источнику звука. По этому критерию инструменты подразделяются на:
- самозвучащие — идиофоны
- мембранные — мембранофоны
- струнные — хордофоны
- духовые — аэрофоны
- электрические и/или электронные — электрофоны

## Фрагмент классификации
1. В самозвучащих инструментах (идиофонах) источником звука является сам материал, из которого сделан инструмент или его часть. В эту группу входит большинство ударных инструментов (за исключением барабанов) и некоторые другие. По способу извлечения звука самозвучащие инструменты подразделяются на группы:
  - щипковые (варган);
  - фрикционные (краатспилль, гвоздевая и стеклянная гармоники): инструмент вибрирует из-за трения другим предметом, например, смычком;
  - ударные (ксилофон, тарелки, кастаньеты);
  - духовые самозвучащие (например, эолова арфа): инструмент вибрирует в результате прохождения через него потока воздуха;
2. В мембранных инструментах (мембранофонах) источник звука — туго натянутая мембрана. Дальнейшее подразделение включает:
  - Ударные: (барабан, литавры). Звук возникает за счёт удара о мембрану палочкой, колотушкой или рукой.
  - Щипковые мембранофоны (Индийские гопи-йантра, анандалахари): Под центром мембраны узлом прикреплена струна, которая при защипывании передает колебания мембране.
  - Фрикционные (бугай): звук достигается за счёт трения о мембрану.
  - Поющие мембраны (напеваемые барабаны, мирлитоны), когда мембрана изменяет звук (казу, гребень или расчёска с мембраной из тонкой бумаги[2]).
3. В струнных инструментах (хордофонах) источником звука являются одна или несколько струн. Сюда относятся и некоторые клавишные инструменты (напр., фортепиано, клавесин). Струнные подразделяют далее на группы:
  - Простые (цитры). Инструмент состоит из струн и механизма натяжения, резонатор может быть отделён от остальной конструкции или вообще отсутствовать.
  - Составные хордофоны. Резонатор является частью инструмента, их разделение невозможно.
  - Хордофоны без классификации[3].
4. В духовых инструментах (аэрофонах) источник звука — столб воздуха. Выделяются следующие группы:
  - лабиальные (флейта): звук образуется в результате рассекания потока воздуха о грань инструмента;
  - язычковые (зурна, гобой, кларнет, фагот): источник звука — вибрирующий язычок;
  - мундштучные (труба): звук возникает за счёт колебания губ исполнителя.
5. Классификация Хорнбостеля-Закса с 1940 года расширена за счёт особой группы электрофонов, где так или иначе используются электрические и/или электронные устройства. Их далее делят на электронные (синтезаторы, сэмплеры, волны Мартено и др.) и электромеханические, то есть инструменты с акустическим источником звука, снабжённые преобразователями колебаний в электрический сигнал (электрогитара, электроскрипка, электропиано).

Полный реестр музыкальных инструментов в классификации Хорнбостеля — Закса включает более 300 категорий.